# اسیپایام، الازیگ
اسیپایام، الازیگ (به لاتین: Acıpayam, Elâzığ) یک عوارض جغرافیایی در ترکیه است که در استان الازیغ واقع شده‌است.

## خصوصیات
اسیپایام ۳۷۲ نفر جمعیت دارد و ۱٬۰۲۰ متر بالاتر از سطح دریا واقع شده‌است.